# Dongo (Muschelgeld)
Als Dongo, Achatina-Geld oder Achatschneckengeld wird eine Form des Muschelgeldes bezeichnet, die aus den Gehäusen von Achatschnecken (Afrikanische Riesenschnecken) hergestellt wurde. Verwendet wurde es in Westafrika, wo es auf Schnüre aufgezogen und um den Hals oder die Hüften getragen wurde. Die Muschelketten konnten dabei bis zu 20 Kilogramm schwer werden.